# Otto Porsche
Otto Maria Porsche (* 16. Juni 1858 in Gabel; † 11. Juni 1931 in München) war ein deutscher Maler.

## Leben
Als Sohn eines k. und k. Steueramtskontrolleurs geboren, studierte Porsche Kunst an der Allgemeinen Zeichen- und Kunstgewerbeschule in Prag bei Emil Reynier sowie bei Gabriel von Hackl und Wilhelm von Diez an der Akademie der Bildenden Künste München. 1881 wurde er Ehrenbursch der Burschenschaft Carolina Prag.
Nach seinem Studium wurde Porsche kgl. bayerischer Professor an der Münchner Kunstakademie. Er war ein Vertreter der Münchner Schule. Figurenmalerei, Stillleben und Illustrationen gehörten zu seinen Hauptbereichen. Er war auch als Innenarchitekt tätig.
Seine Werke stellte er regelmäßig im Münchner Glaspalast aus, aber auch international, so 1912 auf der Internationalen Kunstausstellung in Venedig. Seine Werke befinden sich in zahlreichen Sammlungen, unter anderem im Kurhaus Aachen und im Augsburger Hotel Drei Mohren.
Porsche starb 1931 kurz vor seinem 73. Geburtstag in München. Sein inzwischen aufgelassenes Grab befand sich auf dem dortigen Nordfriedhof.

## Werke (Auswahl)

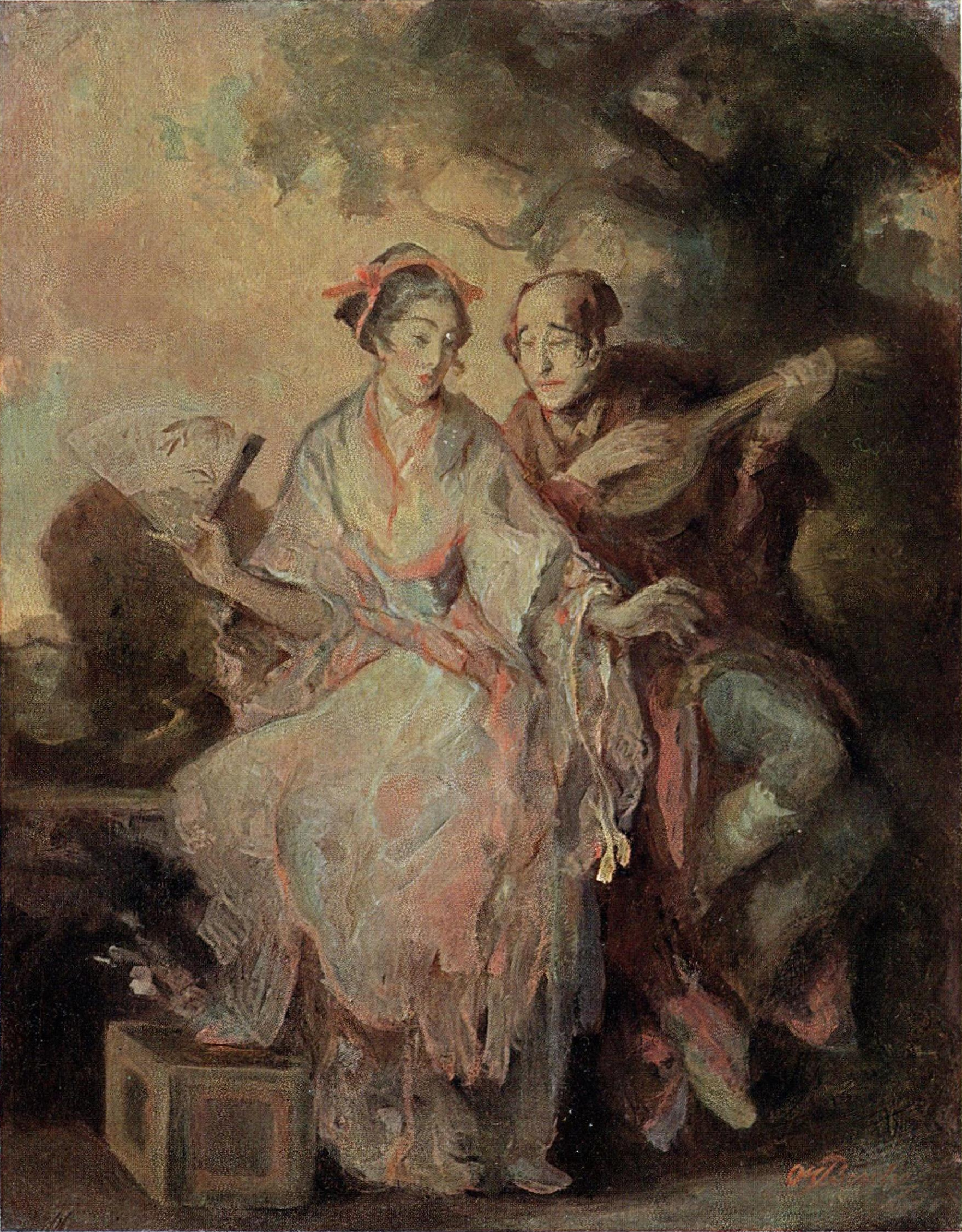
Japanische Schauspieler

- Flämische Früchteverkäuferin. (1913)
- Ritter zu Pferde rettet eine Jungfrau vor einem Drachen. (1917)
- Bildnis eines Mädchens. (1918/19)
- Blumenstilleben. (1918/19)
- Landschaftskizze mit Hirschjagd. (1918/19)
- Obststilleben. (1918/19)
- Rose in Vase. (1918/19)
- Japanische Schauspieler. (Abdruck 1925)